# McLaren GTS
La McLaren GTS est une automobile de grand tourisme du constructeur automobile britannique McLaren Automotive, produite à partir de 2024. Elle remplace la McLaren GT.

## Présentation

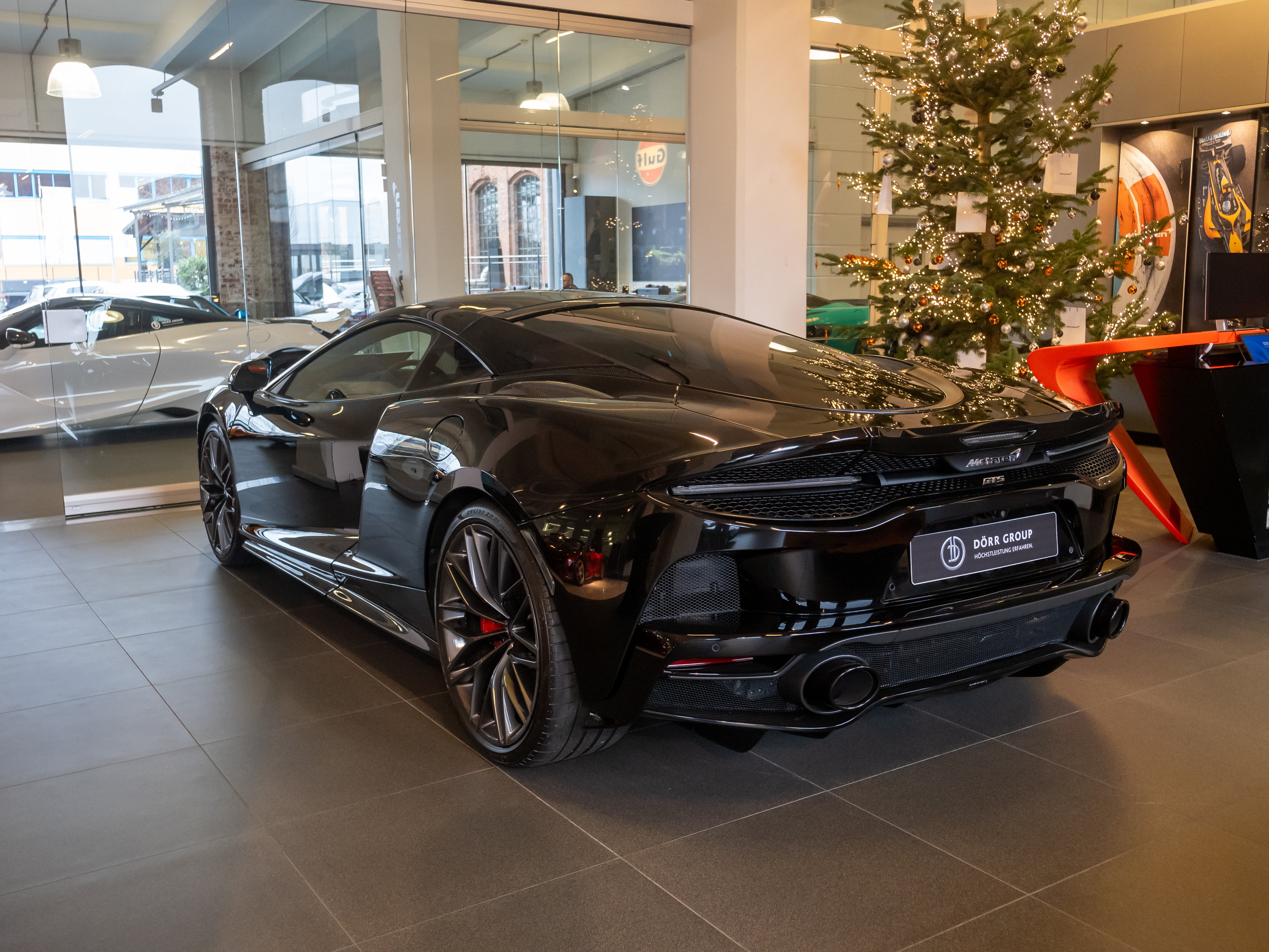

La McLaren GTS est présentée le 19 décembre 2023. Elle est commercialisée à partir du premier semestre 2024.

## Caractéristiques techniques

### Motorisation
La GTS reçoit le moteur V8 4,0 L bi-turbo que l'on retrouve dans la Senna, la 720S ou la GT dont elle dérive.
|                                  | McLaren GTS                                   |
| -------------------------------- | --------------------------------------------- |
| Moteur                           | V8 (M840TE)                                   |
| Admission                        | Bi-turbocompressé                             |
| Cylindrée (cm3)                  | 3 994                                         |
| Puissance maximale ch (kW)       | 635 (467)                                     |
| au régime de (tr/min)            | 7 500                                         |
| Couple maximal (N m)             | 630                                           |
| au régime de (tr/min)            | 5 500 à 6 500                                 |
| Boîte de vitesses                | Robotisée à double embrayage 7 rapports (SSG) |
| Transmission                     | Aux roues arrière (propulsion)                |
| Vitesse maximale (en km/h)       | 326                                           |
| 0-100 km/h (en s)                | 3,2                                           |
| 0-200 km/h (en s)                | 8,9                                           |
| Consommation (en L/100 km) mixte | 11,9                                          |
| Émissions de CO2 (en g/km)       | 270                                           |
| Masse à vide (en kg)             | 1 520                                         |
| Capacité du réservoir (en L)     | 72                                            |
| Norme environnementale           | Euro 6                                        |